# Марокко на літніх Олімпійських іграх 2004
Марокко брала участь в Літніх Олімпійських іграх 2004 року в Афінах (Греція) в одинадцятий раз за свою історію, і завоювала одну срібну і дві золоті медалі медалі. 

## Золото
- Легка атлетика, чоловіки, 1500 метрів — Хішам Ель-Герруж.
- Легка атлетика, чоловіки, 5000 метрів — Хішам Ель-Герруж.

## Срібло
- Легка атлетика, жінки, 800 метрів — Гасна Бенгассі.